# Philipp Adlung
Philipp Adlung (* 8. Oktober 1966 in Barmstedt) ist ein deutscher Musikwissenschaftler, Jurist, Musikmanager und Museumsdirektor.

## Leben
Adlung wuchs in Schleswig-Holstein auf und studierte Rechts- und Musikwissenschaften an der Universität Hamburg. 1993 und 1997 legte er die juristischen Staatsexamina ab, 1995 wurde er mit einer Dissertation über Mozart promoviert. Von 1997 bis 2006 war er als Programmleiter für Wissenschaften, Kunst und Kultur bei der ZEIT-Stiftung Ebelin und Gerd Bucerius tätig, parallel von 2001 bis 2006 Geschäftsführer des Bucerius Kunst Forums. 2001 war er Resident Fellow am German Marshall Fund of the United States, Washington, D.C. In den Jahren 1998 bis 2006 lehrte er außerdem am Institut für Kultur- und Medienmanagement der Hochschule für Musik und Theater Hamburg und leitete von 2004 bis 2007 das Musik- und Literaturfestival „Octogonale“ in Hamburg.
Zum 1. Januar 2007 wurde er Direktor des Händel-Hauses in Halle, das er noch im selben Jahr in eine Stiftung des bürgerlichen Rechts umwandelte. Sie nahm am 1. Januar 2008 ihre Arbeit auf. Am 14. April 2009 zum 250. Todestag des Komponisten wurde das Händel-Haus nach achtmonatigen Renovierungsarbeiten mit einer neu gestalteten Dauerausstellung unter dem Titel „Händel – der Europäer“ und einer Sonderausstellung mit Händel-Handschriften aus der British Library in London wiedereröffnet.
Am 1. Juli 2009 wechselte Adlung als Direktor zum Beethoven-Haus Bonn. Er setzte sich dort gleichfalls für umfassende Reformen ein, scheiterte jedoch am Vorstand des Vereins Beethoven-Haus unter dem Dirigenten Kurt Masur. Am 14. Dezember 2010 wurde die beiderseitige Zusammenarbeit beendet. Offiziell hieß es: „Grund sei die unterschiedliche Bewertung der Situation des Hauses und der erforderlichen Maßnahmen zur zukünftigen Weiterentwicklung der Organisation.“
Danach war Adlung als Berater von Kulturinstitutionen sowie als Rechtsanwalt für Musik- und Arbeitsrecht tätig. Er hat 2012 für die Carl-Toepfer-Stiftung in Hamburg ein Konzept für eine „Komponistenquartier Hamburg“ entwickelt. Dabei handelt es sich um eine Folge von Musikermuseen in den historischen Gebäuden der Peterstraße (Hamburg-Neustadt). Mit ihnen soll an bedeutende in der Hansestadt geborene oder wirkende Komponisten erinnert werden, darunter Georg Philipp Telemann, Carl Philipp Emanuel Bach, Felix Mendelssohn Bartholdy und seine Schwester Fanny Hensel sowie Gustav Mahler. Das "Komponistenquartier Hamburg" wurde zwischen 2013 und 2018 umgesetzt und am 28. Mai 2018 feierlich eröffnet.
Ab 2014 arbeitete Adlung in der Thüringer Landesregierung als Referatsleiter in der Abteilung Kultur und Kunst. In seine Zuständigkeit fielen die landesgeförderten Theater und Orchester, die Freie Theaterszene und die Musik, außerdem die Rechtsaufsicht über die Kulturstiftung des Freistaats Thüringen. Seit dem 1. November 2021 ist Philipp Adlung Direktor der Meininger Museen.
Philipp Adlung ist verheiratet und Vater von zwei Söhnen.

## Ehrenämter
- Neue Bachgesellschaft e.V., Leipzig, Mitglied in Vorstand und Direktorium
- Johann Sebastian Bach Stiftung, Leipzig, Mitglied des Vorstands
- Komponistenquartier Hamburg e.V., Mitglied des Beirats

## Veröffentlichungen
- Mozarts Opera seria „Mitridate, re di Ponto“, Eisenach 1996, ISBN 3-88979-071-2
- Mozart-Mailand-Gasparini, in: Krieger/Spinder (Hrsg.), Musik als Lebensprogramm. Festschrift für Constantin Floros, Hamburg 2000, ISBN 3-631-35406-1
- Graben nach der eigenen Identität, in OSTEUROPA, 53. Jg./Heft 2–3, S.  193–200,   Berlin 2003
- Die Prussia-Sammlung. Der Bestand im Museum für Geschichte und Kunst Kaliningrad, Bremen 2005, ISBN 3-89757-307-5
- Mozart und die Bachs, in: Mozart und das Zeitalter der Aufklärung, Aufsatzband. Wien 2006, ISBN 3-7757-1689-0
- Zwischen Tradition, Konvention und Individualität: Mozarts erste Oper für Mailand, in: Programmheft zu Mozarts Mitridate, Wiener Festwochen 2009
- Georg Friedrich Händel. Ein Europäer aus Halle, mit Helmut R. Schulze, Heidelberg 2009, ISBN 978-3-9810330-4-5